# باتريك هاث
باتريك هاث (بالألمانية: Patrick Huth)‏ هو لاعب كرة قدم ألماني، ولد في 25 يوليو 1995 في ألمانيا. لعب مع ماينتس 05.

## وصلات خارجية
- باتريك هاث على موقع قاعدة بيانات كرة القدم.إي يو (الإنجليزية)
- باتريك هاث على موقع عالم كرة القدم.نت (الإنجليزية)